# Ceraclea spinulicolis
Ceraclea spinulicolis är en nattsländeart som beskrevs av Yang och Morse 1988. Ceraclea spinulicolis ingår i släktet Ceraclea och familjen långhornssländor. Inga underarter finns listade i Catalogue of Life.